# Yu Chia-Hsuan
Yu Chia-Hsuan (né le 22 janvier 1995) est un athlète taïwanais, spécialiste du 400 m haies.
Son record est de 50 s 04 réalisé à Kaohsiung le 21 octobre 2015. Il a été champion d'Asie junior en 2014.
Le 10 juin 2017, il porte son record à 49 s 93 à Hiratsuka.
Il termine 7e lors des Championnats d’Asie 2019 à Doha.